# Metka Gabrijelčič
Metka Gabrijelčič Šusteršič , née le 27 février 1934 à Ljubljana, est une ingénieure civile et actrice de cinéma yougoslave puis slovène, .

## Filmographie
- 1953 : Vesna de František Čáp
- 1955 : Milioni na otoku de Branko Bauer
- 1957 : Quand vient l'amour de Maurice Cloche
- 1957 : Ne čakaj na maj de František Čáp